# パイント・グラス

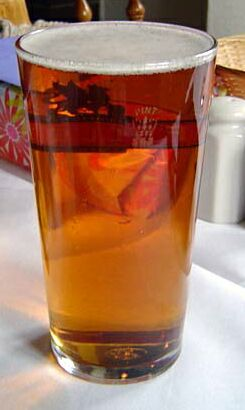
「コニカル」パイント・グラス

パイント・グラス（英: Pint glass）は、1パイント（英国では20 英液量オンス (568 ml)、米国では16 米液量オンス (473 ml) ）の容量を持つ飲み物用の容器である。このグラスは、専らビールを供する場合に用いられる。
（英国で一般的に飲まれているのはエールであるが、本記事中では特段に区別はせず「ビール」と表記する）

## 一般的な形状

「ノニック」パイント・グラス

パイント・グラスの一般的な形状としては以下のものがある。
- 「コニカル」（円錐）・グラスは、その名が示すように円錐の先端を切り落とした形状の高さ約6インチ (15 cm)で、上縁と底の間で約1インチ (2.5 cm)すぼまっている。上縁から2インチ (5.1 cm)辺りが膨らんでいるものもあり、これによりある程度持ち易くなり、重ねたときにグラス同士がはまり込むのを防ぎ、強度を増すことで縁が欠けるのを防いでいる[1]。この膨らみの付いた円錐グラスの形状は、業者の間で「ノニック」（"nonic"）と呼ばれ、この名称は「ノー・ニック」（"no nick"：欠け無し）から由来している。このグラスは英国のパブで最も一般的に見られる形状のパイント・グラスである。
- 「ジャグ」（英: "Jug"）・グラス又は「ディンプル・マグ」（"dimple mugs"）は、取っ手が付いた大きなマグカップに似た形状をしている。強度を増すために厚手のグラスの外側に格子状の模様が施され、幾分か第二次世界大戦時の手榴弾を思い起こさせる。このグラスはその他のグラスよりも珍しく、より伝統的なものと考えられ、取っ手が付いていることから「ハンドル」という名称でも知られている。年配の人や手に障害があり普通のパイント・グラスを持つのが難しい人に人気がある。
- より新しいグラスは背が高く、通常は上に向かって広がった形状をしている。このデザインのグラスは大陸風のラガーやブルワリーの宣伝活動と共に供され、ビールのラベルが彫り込まれるか印刷されていることが多い。この種のグラスは、業者の間で「チューリップ」と呼ばれることがある。

## 英国の法律

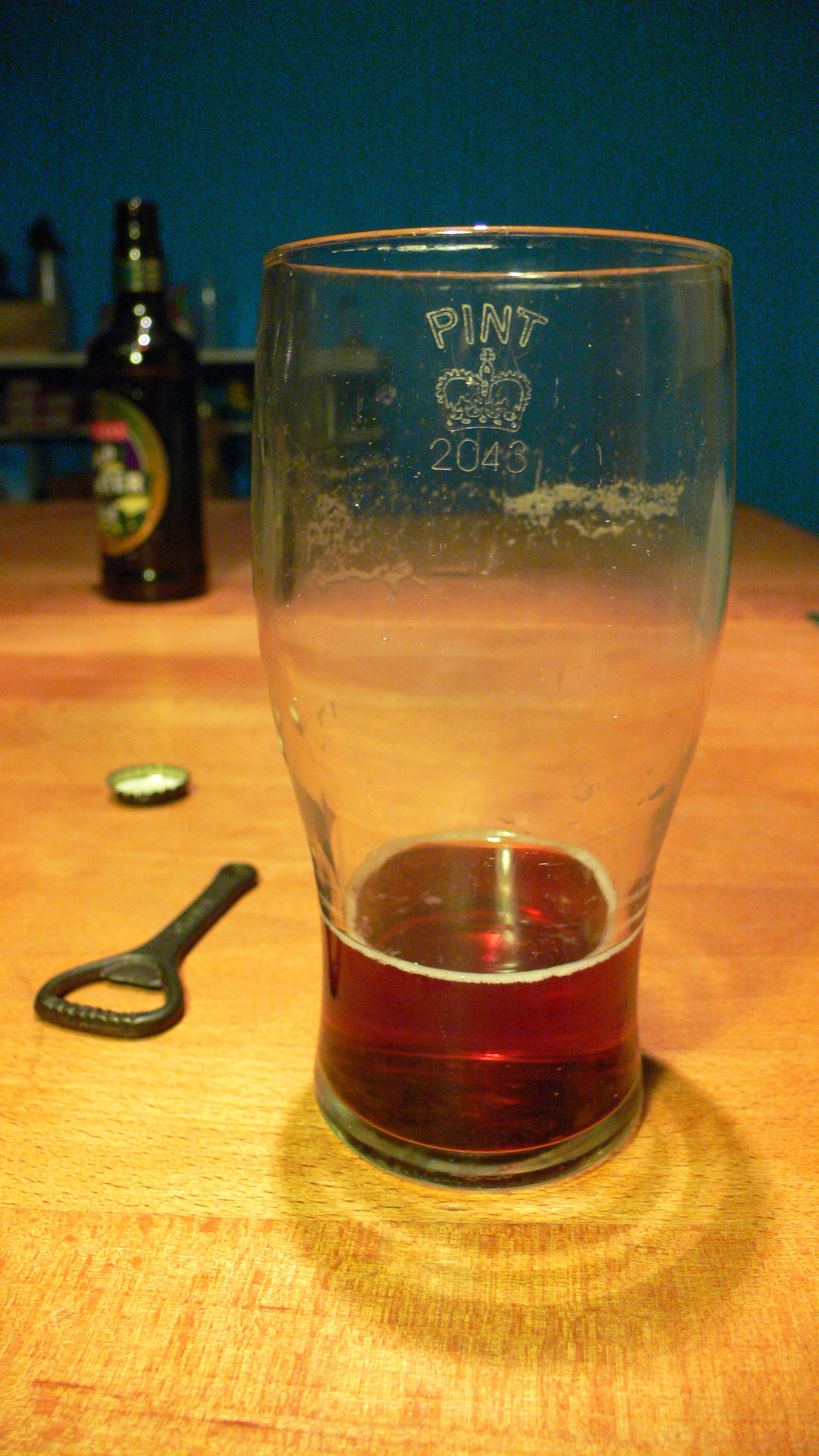
王冠マークが入った「チューリップ」型グラス

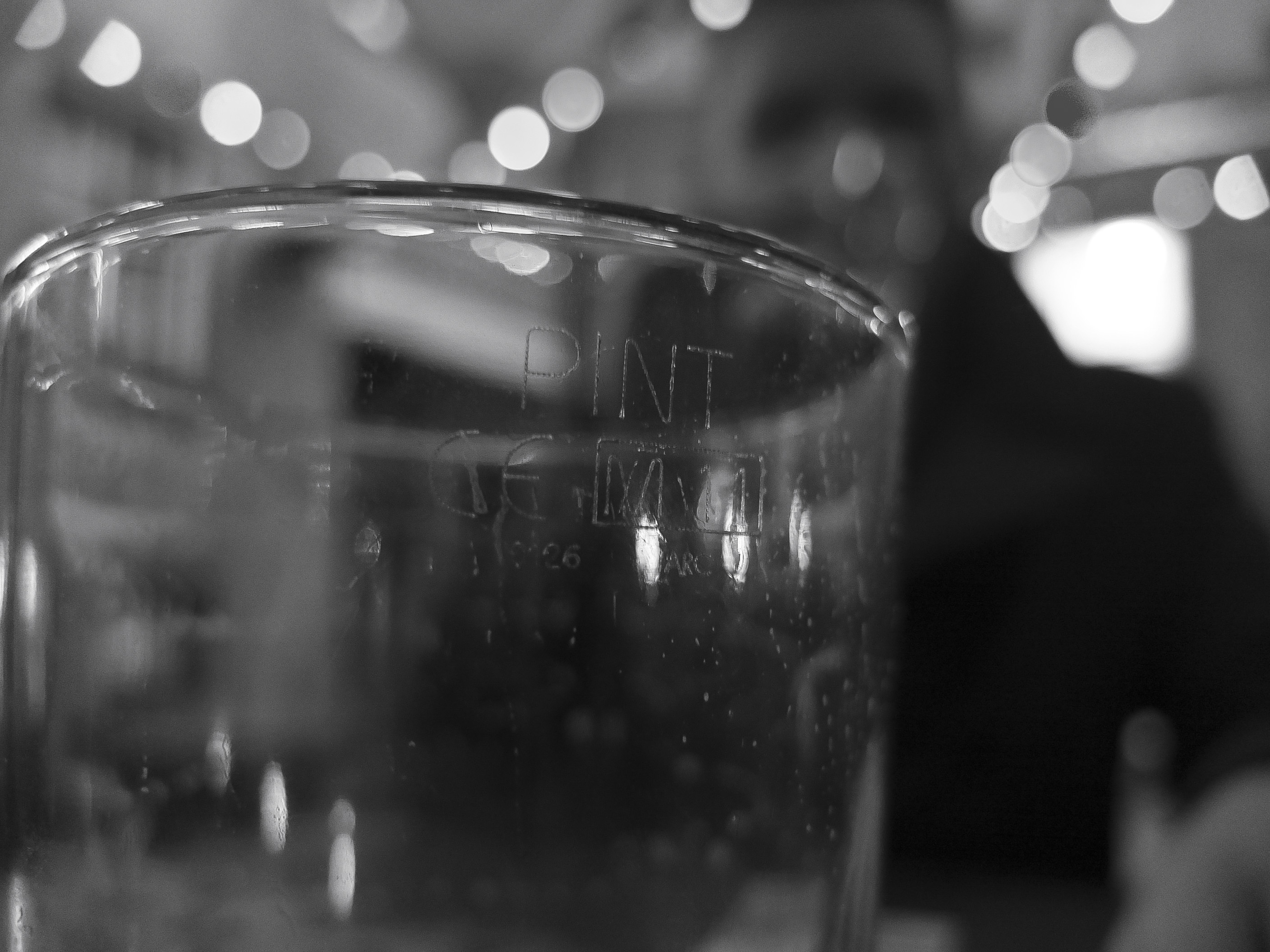
CEの文字と共に「PINT」の文字のエッチング

英国では生ビールを英式計量（英: Imperial measure、Pint#Effects of metricationを参照）で販売しなければならない。英国の法律では1パイントのビールが実際に1パイントであることを保証するために一定の手順を規定している。これは所謂「計量ディスペンサー」（計量検定済ポンプ）を使用することで保証されるが、より一般的には認定された1パイント・グラスを使用することで保証されている。最近まではグラス表面に王冠マークと番号がエッチングされていたが、EUの指導でEU域内と同調して現在はCEの文字と共に「PINT」の文字をエッチングしなければならないようになっている（保守党は、王冠とCEの双方のマークを使用するようにという運動を行っている）。番号は、グラスの容量を認定した当局と関連している。
この他の計量検定された何らかの手段を使用せずに容量の決まっていないグラスでビールを販売することは違法である。ハーフ＝パイントや1/3パイント、2/3パイントのグラスもあり、同じ法律で規定されている。
厳密に規定されたグラスの使用がこれだけ重要視されているにもかかわらず、実際のビールやラガーの1パイントは95%の液量しかない。飲む者には丸々1パイントには足らない量が供されるのが一般的であり、これは泡の頭（"Beer head"）がグラスの中で多すぎる量を占めているか、単純に顧客が割り引いた量を売りつけられているかのどちらかである。これによりパブの店主は、樽やケグの本来の量よりも多い量のビールを販売することで経費を節約している。こうした行為はビールの液面上分（Ullage：容器内にできる空間）に対する手当てが撤廃されてから増加した可能性がある。これに対して「英国ビールとパブ協会」（British Beer and Pub Association）は、顧客が1パイントいっぱいになるまで「注ぎ足す」ようにと要求した場合にパブの従業員はこれを尊重するようにという指導要綱を発行した。

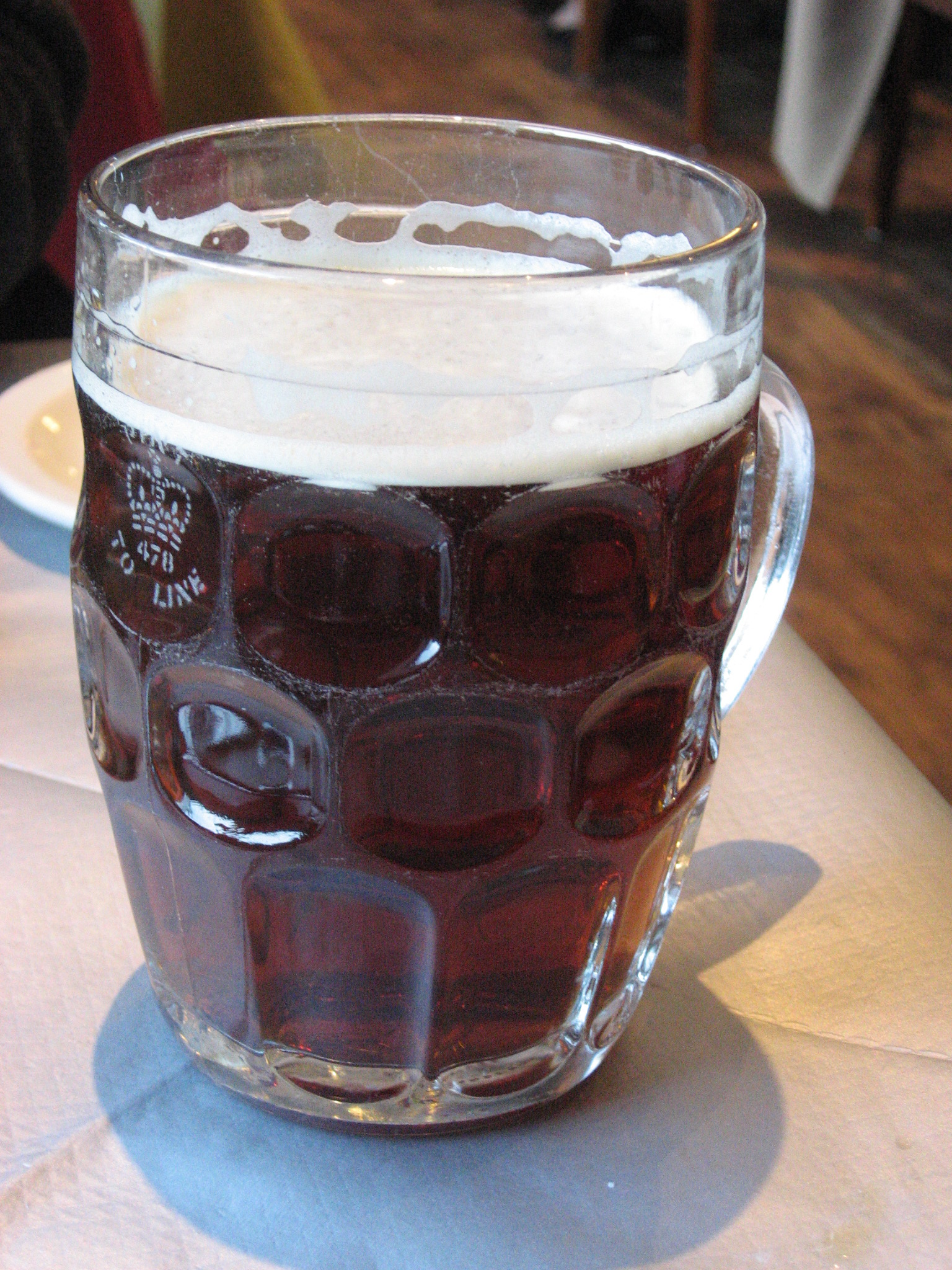
「'PINT TO LINE'」と王冠の認定マークが入ったジャグ・グラス

こうした状況を改善しようという要望があるにもかかわらず依然として泡の量が過多な状態でビールが提供されていることから、「線入り」や「大振り」のグラスが取り入れられてきている。これらのグラスは、上縁近くに線が入っており（通常は「pint to line」と刷られている）、泡をその線の位置より上になるようにビールを注ぐように示している。過去に多くのブルワリーがこのグラスを系列のパブに提供していたが現在では稀になり、線入りグラスはビール祭りといった愛好家のイベントや本格的なカスク・エール（cask ale）を提供するパブ、ブルワリー直営パブでしか見かけられなくなっている。線入りパイント・グラスを使用することがリアル・エール運動（Campaign for Real Ale）により推奨されている。しかし、オーストラリアではこの様式のグラスがほぼ一般的である。

## その他の国々
カナダでは英国式のパイント・グラスが使用されている。
米国では1パイントは16米液量オンスである。最近（2008年時点）、レストランの中には客が嫌うため16オンス入りパイント・グラスを14オンス入りにするところもある。
オーストラリアでは「アイリッシュ・パブ」で568 ml (19.99英液量オンス; 19.21米液量オンス) のグラスで出されるのに対して、その他のほとんどのパブでは一般的に425 ml (15英液量オンス; 14米液量オンス) のグラスで出される。この違いは州毎で異なる。詳しい説明は（Australian beer glass sizes）を参照。
アイルランドでも1 英パイント (568 ml) のグラスが使用され、それには数々の規格を定めている公的機関のアイルランド基準認証局（National Standards Authority of Ireland：NSAI）の検査を通ったグラスを示す法定計量マークが着けられていた。2006年から2本の波線の間に「PINT」の文字が入った円形と年度の印（下2桁）とどちらかの側に3桁のバッチ・コードが着いたNSAIの「パイント」・マークは姿を消し始め、ヨーロッパ規格の「"PINT"/CE」ロゴの印章に替わって来ている。

## ガス抜きパイント・グラス
底にマークが施されたパイント・グラスを見かける機会が増えており、このグラスはほぼ間違いなく特定の一つのビール・ブランドのものである。マーク自体は、核生成（nucleation）を助ける小さな突起で形成されており、そこでガスをより発生し易くすることで泡立ちを抑えている。この突起が無い場合には通常のパイント・グラスで液面が「平ら」になるまで3から4分の間泡が持続する。マークは、簡単な輪状や四角い線影模様のものからもっと複雑なビール・ブランドの宣伝文句まで様々な種類がある。

## パイント・グラス蒐集
人気の観光地、特にマイクロ・ブルワリーやスポーツ競技場を訪れた記念にご当地パイント・グラスを蒐集することが人気となっている。こういった場所では、側面にシルクスクリーン印刷やエングレービング加工でロゴが入れられたパイント・グラスが2USドルから7USドルでショット・グラスやマグといったその他のブルワリー関連の小物と共に販売されていることが多い。自分のお気に入りのビールが作られている所を見学し、新しい地ビールや作りたてのビールを試飲するために何千マイルも旅をするビール愛好家がいる。蒐集家は自分のコレクション（合計で何百個ということもある）をケースや棚に飾っている。